# جاناتان دی‌لاری
جاناتان دی‌لاری (انگلیسی: Jonathan D'Laryea؛ زادهٔ ۳ سپتامبر ۱۹۸۵) بازیکن فوتبال اهل بریتانیا است.
از باشگاه‌هایی که در آن بازی کرده‌است می‌توان به باشگاه فوتبال منزفیلد تاون، باشگاه فوتبال نورث فریبی یونایتد، باشگاه فوتبال گینزبورو ترینیتی، باشگاه فوتبال منچستر سیتی، باشگاه فوتبال نورتویچ ویکتوریا، و باشگاه فوتبال ایستوود اشاره کرد.